# 约翰尼斯·特里特米乌斯

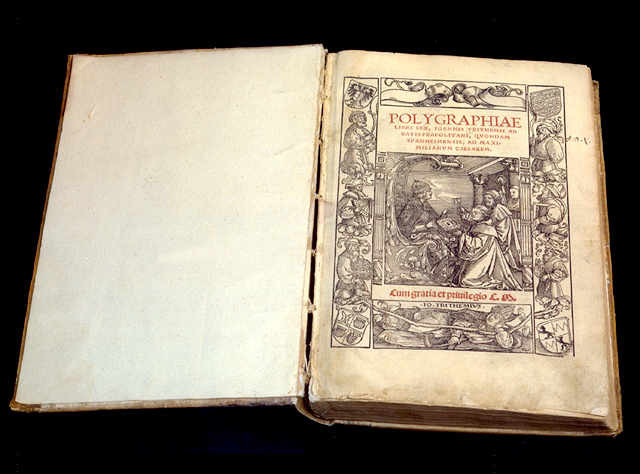
Polygraphia (1518)：密码学方面的第一本印刷著作

约翰尼斯·特里特米乌斯（德語：Johannes Trithemius，1462年2月1日—1516年6月13日），德国的修道士、魔法师、炼金术士、历史学家、密码学家。他原名为约翰·海登堡（Johann Heidenberg），特里特米乌斯这个名字来源于他的出生地——德国摩泽尔的特里腾海姆镇。
特里特米乌斯在海德堡大学接受教育。1482年，他从大学返回家乡的途中，被一场暴风雪困住了，来到了巴特克劳茨那赫附近的斯蓬海姆本笃会修道院避难。后来他一直留在那里，并于1483年当选修道院的院长。在他担任院长期间，这个原本贫穷、散漫和废墟一般的地方变成了一个学术中心，修道院的图书馆藏书量也从50本左右增加到两千多本。但是他的努力并没有得到相应的回报，他的魔法师身份也对其声名造成了影响。1506年，由于与修女院的分歧，特里特米乌斯辞去了院长职务，接受了维尔茨堡主教大人的邀请，担任维尔茨堡的“苏格兰修道院”院长，并在那里度过了余生。

## 《隐写术》
特里特米乌斯最著名的著作是《隐写术》（Steganographia），写于1499年左右，1606年在法兰克福出版，名列天主教会1609年的《禁书目录》。这部书分为三卷，出版时被伪装成了一部关于使用鬼魂进行长距离通信的黑魔法著作，直到前两卷的密钥公布之后，人们才知道这两卷书的内容其实是密码学和隐写术，而第三卷长期以来被认为是一部魔法书，但是后来其中的“魔法”公式被证明是另外一些密码学内容的隐文。现代的隐写术即从这本书得名。

## 其他著作
此人的其他著作包括De septum secundeis（《论七种次要智能》，1508年），一本以占星术为基础的世界历史著作；Annales Hirsaugiensis（1514年）和Polygraphia (1518年)。
- Annales Hirsaugiensis，这部书的完整标题是Annales hirsaugiensis...complectens historiam Franciae et Germaniae, gesta imperatorum, regum, principium, episcoporum, abbatum, et illustrium virorum，为拉丁文，意为“Hirsau 编年史——包括法国与德国的历史，皇帝、国王、诸侯、主教、修道院长与杰出人士的功绩”。Hirsau是Württemberg附近的一个修道院，那儿的修道院长在1495年将这项工作交与特里特米乌斯，但是他在1514年才将这部1,400页的两卷本巨著完成。这部书在1690年出版。一些人认为这是第一部人文主义的历史著作。(这本书也是所谓(事实上并不存在的1000年的)“千年恐慌”的始作俑者。